# Єлюй Чуцай

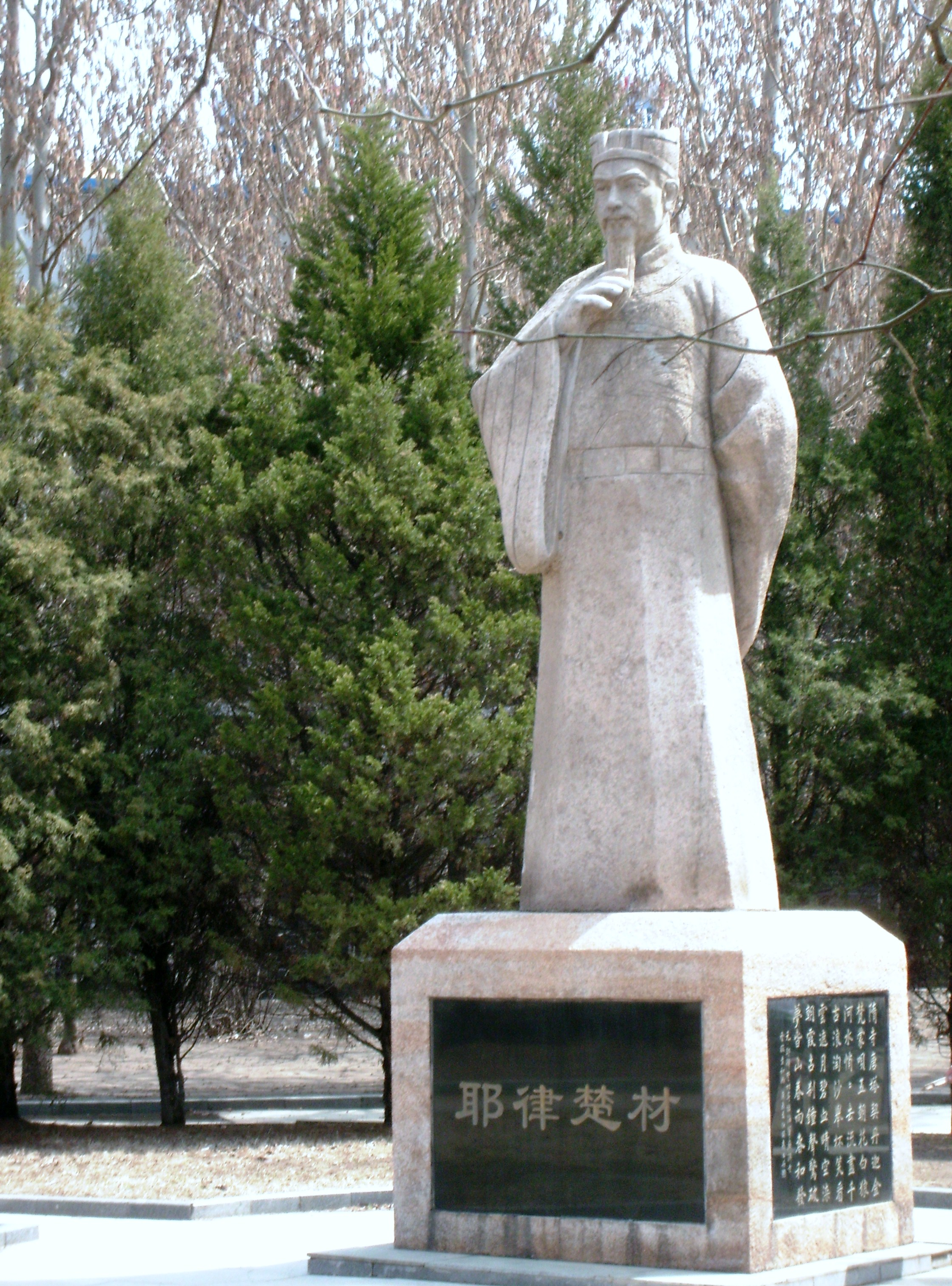
Меморіальне зображення у парку «Ґута», Цзіньчжоу, пров. Ляонін

Єлюй Чуцай (1189—1243) — державний діяч у Китаї періоду володарювання монголів, дин. Юань. Радник Чингісхана.
Походив з киданьської царської родини (дин. Ляо, 907—1125). Знався у конфуціанській традиції, виступив ініціатором багатьох реформ, які сприяли розбудові імперії Юань. У той самий час, врятував китайський народ від геноциду з боку монгольських радикалів. Йому належить славнозвісний вираз «Хоча ми й здобули імперію на конях, керувати нею, сидячи на конях, неможливо».